# Monte Torru (Alpi Pennine)
Il Monte Torru o il Torru è una montagna di 2508 metri facente parte della Costiera del Corno Bianco, in Valsesia. Si trova ad ovest di Alagna Valsesia tra la val d'Otro a sud e la valle d'Olen a nord.

## Caratteristiche

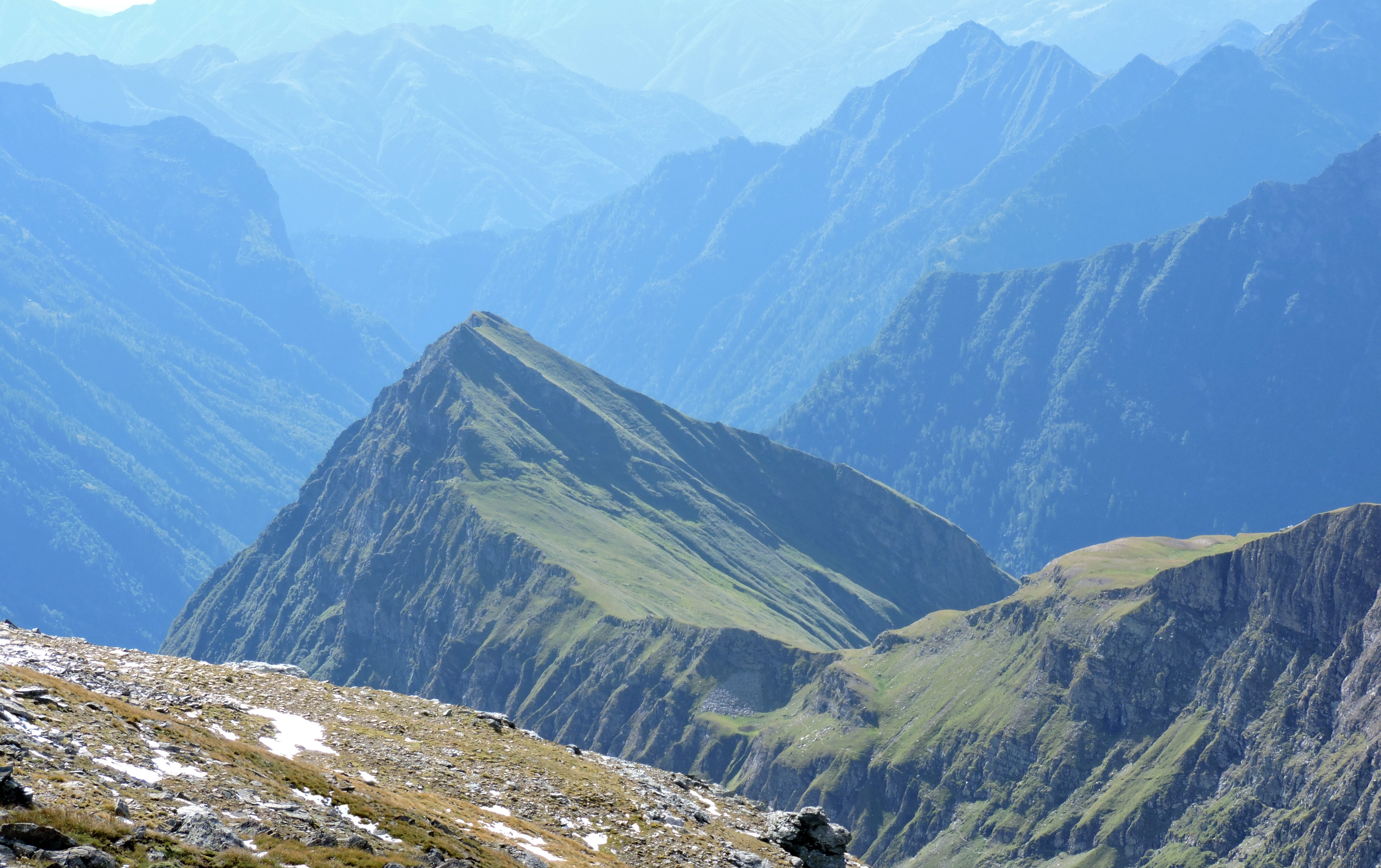
Il Torru dal Corno del Camoscio

Si sviluppa come un'unica lunga cresta che si forma poco sopra il Belvedere di Otro, sale ripida e regolare fino alla cima per poi abbassarsi più dolcemente fino al passo Foric (2.432 m).  
Il versante meridionale è interamente caratterizzato da balzi erbosi, via via sempre più inclinati in direzione della cima. Un solo crinale, per altro poco marcato, divide la montagna nel settore sud orientale, interamente visibile dai pascoli della frazione Follu di Otro, e il settore sud-occidentale, apprezzabile dall'Alpe Pian Misura. 
Al contrario, il versante nord si presenta come una severa parete rocciosa verticale, solcata da numerosi canali che precipitano sulla valle d'Olen all'altezza di Pianalunga.  

## Salita alla vetta
Le vie di salita sono: 
- cresta est: dal belvedere di Otro seguire interamente la cresta erbosa tenendosi il più possibile sul filo, fino alla cima. (2h - EE)
- cresta ovest: dal Passo Foric seguire interamente la cresta tenendosi sul versante sud. Raggiunto il dosso terminale, proseguire sul suo dorso fino alla cima (1h - EE)
- versante sud: da Scarpia, raggiungere una radura piana superando il bosco appena a nord delle case walser. Dalla radura, puntare il canale a sinistra fino a raggiungere un colletto sul crinale che divide le due sezioni del versante sud, a circa 2.200 metri. Dal colletto proseguire per ripidi balzi erbosi (faticoso) fino alla cima (2h - EE).